# 青葉区 (横浜市)
座標: 北緯35度33分10.1秒 東経139度32分13.2秒 / 北緯35.552806度 東経139.537000度
青葉区（あおばく）は、横浜市の18行政区の一つ。

## 概要
青葉区の東側は東名高速道路と国道246号が走っており、それに沿うようにして東急田園都市線が、区の西側には東急こどもの国線が走っている。区の北西側で東京都町田市と川崎市麻生区に、区の北東側で川崎市宮前区と接している。
区の中心を南北方向に鶴見川が流れており、川沿いは下流の緑区から続く市内でも珍しい広大な平地の農業用地となっている。その他の地域はほとんどが丘陵地帯であり、北西部を除いてほぼ全域が東京都市圏の住宅地（ベッドタウン）として開発されている。
横浜市の中心駅である横浜駅に向かう路線が横浜市営地下鉄ブルーライン以外になく、主要路線である田園都市線が東京都心部に乗り入れることから、横浜都心部よりも東京都心部に通勤通学する人が多く、「青葉都民」や「横浜都民」などとも呼ばれることがある。東京都特別区部への通勤率は38.2%に達し、横浜市内で青葉区が一番高い。また、昼夜間人口比率は76.2と横浜市の行政区の中では最低である。なお人口は市内では港北区についで2番目に多い。
また、東急田園都市線の市が尾駅周辺は青葉区役所、青葉警察署、県税事務所、緑税務署などを擁する行政上の区の中心部である。

## 歴史
- 明治以前は武蔵国、都筑郡であった。
- 市町村制施行前は現在の青葉区の区域は都筑郡恩田村、奈良村（後に田奈村）、下谷本村、上谷本村、成合村、鴨志田村、寺家村、鉄村、黒須田村、大場村、市ヶ尾村（後に中里村）、荏田村、石川村（後に山内村）、大棚村、牛久保村であった。

### 年表
- 1889年4月1日 市町村制施行により、都筑郡田奈村、中里村、山内村、中川村が誕生。
- 1939年4月1日 都筑郡田奈村、中里村、山内村、中川村が横浜市港北区に編入。
- 1966年4月1日 東急田園都市線が開通し、あざみ野駅を除く区内各駅が開業。多摩田園都市としての開発が本格化する。
- 1969年10月1日 港北区から分立し、緑区になる（旧中川村の地域を除く）。
- 1977年9月27日 横浜米軍機墜落事件。
- 1986年11月 緑区北部支所を市ヶ尾町に開設。分区準備期間に入る。（山内支所を閉鎖）
- 1994年11月6日 港北区と緑区を再編し、青葉区・都筑区を新設。
  - 大部分は旧緑区から変更されたが旧港北区から青葉区になった地区もある。現在の新石川四丁目20番地付近・国道246号線東京方面沿いの地区がそれで、再編前は旧港北区中川町及び牛久保町であった。この地区はマンション群があり100世帯ほどが居住している。
  - 発足当時の青葉区役所は、緑区北部支所の場所を受け継いだものであったが、現在の青葉区役所は福祉保健センター（旧保健所・旧福祉事務所）や公会堂・スポーツセンターなどが併設された青葉区総合庁舎となっている。
- 1998年3月20日 東名高速道路横浜青葉インターチェンジ開設。
- 2002年10月20日 コミュニティ放送局、FM-salusが開局。
- 2005年 青葉区の男性の平均寿命81.7歳で日本一を記録[5]

### 区名の由来
青葉区は典型的な瑞祥地名である。
一般公募18,995件の応募の中から幅広い市民の支持があり、木々に囲まれた美しい街のイメージのあった青葉区に決定された。
|    | 名称       | 件数  |
| 1  | 青葉区     | 1,916 |
| 2  | 田園区     | 1,332 |
| 3  | 北区       | 916   |
| 4  | 若葉区     | 716   |
| 5  | 緑北区     | 711   |
| 6  | 光区       | 699   |
| 7  | 新緑区     | 382   |
| 8  | 桜区       | 340   |
| 9  | あざみ区   | 287   |
| 10 | 田園都市区 | 257   |

## 人口
- 1995年　248,960
- 2000年　270,044
- 2005年　295,603
- 2010年　304,297
- 2015年　309,692

## 町名
青葉区内では、住居表示に関する法律に基づく住居表示は実施されておらず、土地区画整理事業実施済区域を含め、すべて町名と地番を整理する方法（町名地番整理）により、住所整理が実施されている。また、宅地造成事業が実施された区域などでは、町名整理が未実施であっても字区域が廃止されているところがある（玉川学園台団地など）。町区域設定前の町名等欄で下線がある町名はその全部、それ以外はその一部であり、その町名の末尾に数字がある場合には丁目を表す。
| 町名             | 町名の読み         | 町区域設定年月日 | 住居表示実施年月日 | 町区域設定前の町名など                           | 住居表示実施前の町名など |
| ---------------- | ------------------ | ---------------- | ------------------ | ------------------------------------------------ | ------------------------ |
| 桂台一丁目       | かつらだい         | 1982年1月10日    | 未実施             | 恩田町                                           |                          |
| 桂台二丁目       | かつらだい         | 1982年1月10日    | 未実施             | 恩田町、鴨志田町                                 |                          |
| 元石川町         | もといしかわちょう | 1939年4月1日     | 未実施             |                                                  |                          |
| 美しが丘一丁目   | うつくしがおか     | 1969年1月15日    | 未実施             | 元石川町                                         |                          |
| 美しが丘二丁目   | うつくしがおか     | 1969年1月15日    | 未実施             | 元石川町                                         |                          |
| 美しが丘三丁目   | うつくしがおか     | 1969年1月15日    | 未実施             | 元石川町                                         |                          |
| 美しが丘四丁目   | うつくしがおか     | 1972年7月26日    | 未実施             | 元石川町                                         |                          |
| 美しが丘五丁目   | うつくしがおか     | 1972年7月26日    | 未実施             | 元石川町                                         |                          |
| 荏田町           | えだちょう         | 1939年4月1日     | 未実施             |                                                  |                          |
| 荏田北一丁目     | えだきた           | 1978年4月29日    | 未実施             | 荏田町                                           |                          |
| 荏田北二丁目     | えだきた           | 1978年4月29日    | 未実施             | 荏田町                                           |                          |
| 荏田北三丁目     | えだきた           | 1978年4月29日    | 未実施             | 荏田町                                           |                          |
| 荏田西一丁目     | えだにし           | 1983年9月11日    | 未実施             | 荏田町、市ケ尾町                                 |                          |
| 荏田西二丁目     | えだにし           | 1983年9月11日    | 未実施             | 荏田町                                           |                          |
| 荏田西三丁目     | えだにし           | 1983年9月11日    | 未実施             | 荏田町                                           |                          |
| 荏田西四丁目     | えだにし           | 1983年9月25日    | 未実施             | 荏田町、市ケ尾町                                 |                          |
| 荏田西五丁目     | えだにし           | 1983年9月25日    | 未実施             | 荏田町、市ケ尾町                                 |                          |
| 荏子田一丁目     | えこだ             | 1984年4月29日    | 未実施             | 元石川町                                         |                          |
| 荏子田二丁目     | えこだ             | 1984年4月29日    | 未実施             | 元石川町                                         |                          |
| 荏子田三丁目     | えこだ             | 1984年4月29日    | 未実施             | 元石川町、大場町                                 |                          |
| 市ケ尾町         | いちがおちょう     | 1939年4月1日     | 未実施             |                                                  |                          |
| 下谷本町         | しもやもとちょう   | 1939年4月1日     | 未実施             |                                                  |                          |
| 藤が丘一丁目     | ふじがおか         | 1966年11月6日    | 未実施             | 下谷本町、上谷本町                               |                          |
| 藤が丘二丁目     | ふじがおか         | 1966年11月6日    | 未実施             | 下谷本町、西八朔町、北八朔町、恩田町             |                          |
| 梅が丘           | うめがおか         | 1966年11月6日    | 未実施             | 西八朔町、北八朔町                               |                          |
| 千草台           | ちぐさだい         | 1968年8月6日     | 未実施             | 下谷本町                                         |                          |
| つつじが丘       | つつじがおか       | 1964年3月31日    | 未実施             | 恩田町                                           |                          |
| しらとり台       | しらとりだい       | 1967年11月16日   | 未実施             | 恩田町                                           |                          |
| 恩田町           | おんだちょう       | 1939年4月1日     | 未実施             |                                                  |                          |
| 榎が丘           | えのきがおか       | 1967年5月5日     | 未実施             | 恩田町                                           |                          |
| 松風台           | まつかぜだい       | 1967年5月5日     | 未実施             | 恩田町                                           |                          |
| 桜台             | さくらだい         | 1967年5月5日     | 未実施             | 恩田町、成合町                                   |                          |
| 青葉台一丁目     | あおばだい         | 1967年5月5日     | 未実施             | 恩田町                                           |                          |
| 青葉台二丁目     | あおばだい         | 1967年5月5日     | 未実施             | 恩田町                                           |                          |
| 若草台           | わかくさだい       | 1971年1月26日    | 未実施             | 恩田町                                           |                          |
| 田奈町           | たなちょう         | 1971年3月26日    | 未実施             | 恩田町                                           |                          |
| 奈良町           | ならちょう         | 1939年4月1日     | 未実施             |                                                  |                          |
| 奈良一丁目       | なら               | 1996年9月30日    | 未実施             | 奈良町                                           |                          |
| 奈良二丁目       | なら               | 1996年9月30日    | 未実施             | 奈良町、恩田町                                   |                          |
| 奈良三丁目       | なら               | 1996年9月30日    | 未実施             | 奈良町、恩田町                                   |                          |
| 奈良四丁目       | なら               | 1996年9月30日    | 未実施             | 奈良町                                           |                          |
| 奈良五丁目       | なら               | 1996年9月30日    | 未実施             | 奈良町                                           |                          |
| 緑山             | みどりやま         | 1978年2月1日     | 未実施             | 奈良町字大幡谷・字大幡・字杉山谷・字杉山・字細谷 |                          |
| 上谷本町         | かみやもとちょう   | 1939年4月1日     | 未実施             |                                                  |                          |
| もえぎ野         | もえぎの           | 1971年1月15日    | 未実施             | 上谷本町、下谷本町                               |                          |
| 柿の木台         | かきのきだい       | 1974年9月26日    | 未実施             | 上谷本町、下谷本町                               |                          |
| みたけ台         | みたけだい         | 1975年9月28日    | 未実施             | 上谷本町                                         |                          |
| 成合町           | なりあいちょう     | 1939年4月1日     | 未実施             |                                                  |                          |
| たちばな台一丁目 | たちばなだい       | 1971年1月26日    | 未実施             | 成合町、鴨志田町、上谷本町                       |                          |
| たちばな台二丁目 | たちばなだい       | 1971年1月26日    | 未実施             | 成合町、鴨志田町、恩田町                         |                          |
| 鴨志田町         | かもしだちょう     | 1939年4月1日     | 未実施             |                                                  |                          |
| 寺家町           | じけちょう         | 1939年4月1日     | 未実施             |                                                  |                          |
| 鉄町             | くろがねちょう     | 1939年4月1日     | 未実施             |                                                  |                          |
| 大場町           | おおばちょう       | 1939年4月1日     | 未実施             |                                                  |                          |
| さつきが丘       | さつきがおか       | 1970年2月26日    | 未実施             | 西八朔町、恩田町                                 |                          |
| もみの木台       | もみのきだい       | 1973年10月26日   | 未実施             | 鉄町、黒須田町                                   |                          |
| すすき野一丁目   | すすきの           | 1973年10月26日   | 未実施             | 黒須田町、鉄町、元石川町                         |                          |
| すすき野二丁目   | すすきの           | 1973年10月26日   | 未実施             | 黒須田町、鉄町                                   |                          |
| すすき野三丁目   | すすきの           | 1973年10月26日   | 未実施             | 元石川町、鉄町                                   |                          |
| あざみ野一丁目   | あざみの           | 1976年1月15日    | 未実施             | 元石川町                                         |                          |
| あざみ野二丁目   | あざみの           | 1976年1月15日    | 未実施             | 元石川町、大場町                                 |                          |
| あざみ野三丁目   | あざみの           | 1976年1月15日    | 未実施             | 元石川町、大場町                                 |                          |
| あざみ野四丁目   | あざみの           | 1976年1月15日    | 未実施             | 元石川町、美しが丘5                              |                          |
| すみよし台       | すみよしだい       | 1976年7月16日    | 未実施             | 恩田町、鴨志田町、奈良町                         |                          |
| 新石川一丁目     | しんいしかわ       | 1979年2月18日    | 未実施             | 元石川町                                         |                          |
| 新石川二丁目     | しんいしかわ       | 1979年2月18日    | 未実施             | 元石川町                                         |                          |
| 新石川三丁目     | しんいしかわ       | 1979年2月18日    | 未実施             | 元石川町                                         |                          |
| 新石川四丁目     | しんいしかわ       | 1979年2月18日    | 未実施             | 元石川町                                         |                          |
| 黒須田           | くろすだ           | 1989年7月16日    | 未実施             | 黒須田町、大場町                                 |                          |
| あかね台一丁目   | あかねだい         | 1990年2月18日    | 未実施             | 恩田町                                           |                          |
| あかね台二丁目   | あかねだい         | 1990年2月18日    | 未実施             | 恩田町                                           |                          |
| 美しが丘西一丁目 | うつくしがおかにし | 1989年11月5日    | 未実施             | 元石川町                                         |                          |
| 美しが丘西二丁目 | うつくしがおかにし | 1989年11月5日    | 未実施             | 元石川町                                         |                          |
| 美しが丘西三丁目 | うつくしがおかにし | 1989年11月5日    | 未実施             | 元石川町、すすき野3                              |                          |
| あざみ野南一丁目 | あざみのみなみ     | 1992年9月6日     | 未実施             | 荏田町、新石川1、元石川町                        |                          |
| あざみ野南二丁目 | あざみのみなみ     | 1992年9月6日     | 未実施             | 荏田町、元石川町                                 |                          |
| あざみ野南三丁目 | あざみのみなみ     | 1992年9月6日     | 未実施             | 荏田町、あざみ野2、荏田北3、元石川町             |                          |
| あざみ野南四丁目 | あざみのみなみ     | 1992年9月6日     | 未実施             | 荏田町、荏田北2                                  |                          |
| みすずが丘       | みすずがおか       | 1995年3月16日    | 未実施             | 大場町字衛門ケ谷、大場町、あざみ野南4、荏田北2   |                          |

1. 1 2 3 4 5 6 7 8 9 10 11 12 13 14 15 16 17 18 19 20 21 22 23 24 25 26 27 28 29 30 31 32 33 34 35 36 37 38 39 40 41 42 43 44 45 46 47 48 49 50 51 52 53 54 55 56 57 58 59 60 61 62 63 64 65 66  町名地番整理実施区域

## 行政
- 区長
  - 中島隆雄（2023年4月1日 ‐ ）
- 歴代区長
  - 橋本繁（2003年4月1日 - 2005年3月31日）
  - 松野完二（2005年4月1日 - 2007年3月31日）
  - 細谷延（2007年4月1日 - 2010年3月31日）
  - 岡田輝彦（2010年4月1日 - 2012年3月31日）
  - 徳江雅彦（2012年4月1日 - 2015年3月31日）
  - 小池恭一（2015年4月1日 - 2018年3月31日）
  - 小出重佳（2018年4月1日 ‐ 2020年3月31日）
  - 小澤明夫（2020年4月1日 ‐ 2022年3月31日）
  - 天下谷秀文（2022年4月1日 ‐ 2023年3月31日）

### 公共施設

#### 地区センター（公民館に相当）
- 美しが丘西地区センター
- 山内地区センター
- 大場みすずが丘地区センター
- 藤が丘地区センター
- 若草台地区センター
- 奈良地区センター

#### コミュニティハウス
- 青葉台（青葉台中学校隣接）
- 桂台（桂小学校内）
- 鴨志田（鴨志田第一小学校内）
- さつきが丘（さつきが丘小学校内）
- すすき野（すすき野中学校内）
- みたけ台（みたけ台中学校内）
- 山内（山内中学校内）

#### 地域ケアプラザ
- 美しが丘
- 荏田
- 大場
- 鴨志田
- さつきが丘
- 奈良
- ビオラ市ケ尾
- もえぎ野
- 恩田
- たまプラーザ

#### 文化施設
- 山内図書館（山内地区センター併設）
- 青葉公会堂（区役所隣接）
- 青葉区民文化センター「フィリアホール」
- アートフォーラムあざみ野
- 青葉区区民活動支援センター
- 青葉国際交流ラウンジ
- 美しが丘公園こどもログハウス（通称：ロケットハウス）

#### スポーツ施設、野外活動施設
- 青葉スポーツセンター（区役所隣接）
- 新石川スポーツ会館
- 千草台公園プール
- 横浜青葉スポーツ広場
- くろがね青少年野外活動センター
- 谷本公園

#### 公的機関
- 横浜地方法務局青葉出張所（荏田西）
- 緑税務署（市ケ尾町）
- 神奈川県緑県税務事務所（市ケ尾町）
- 神奈川県青葉警察署（市ケ尾町）
- 横浜市青葉消防署（市ケ尾町）
- 資源循環局青葉事務所（市ケ尾町）
- 横浜市あざみ野駅行政サービスコーナー

#### 医療機関
- 昭和医科大学藤が丘病院

### 議会

#### 衆議院
2005年の第44回衆議院議員総選挙以降青葉区は、緑区とともに神奈川県第8区に属している。
2017年の第48回衆議院議員総選挙
- 神奈川県第8区選出議員 江田憲司（無所属）
  - 三谷英弘（自由民主党）が比例南関東ブロックで復活当選している。

#### 神奈川県議会
神奈川県議会における青葉区の定数は3（2015年実施の選挙より1減）である。
- 青葉区選出議員
  - 赤野たかし（維新の党）
  - 小島健一（自由民主党）
  - 内田美保子（自由民主党）

#### 横浜市会
横浜市会における青葉区の定数は7（2007年実施の選挙で8人となったが、2011年実施の選挙より7に戻る）である。
- 青葉区選出議員
  - 藤崎浩太郎（維新の党）
  - 山下正人（自由民主党）
  - 横山正人（自由民主党）
  - 行田朝仁（公明党）
  - 大貫憲夫（日本共産党）
  - 平田郁代（神奈川ネットワーク運動）
  - 田中優希（立憲民主党）

## 産業
鶴見川沿いなどで農業が行われ、「浜なし」ブランドの梨が有名。
典型的なベッドタウンで、二次・三次産業の事業所は隣接する緑区、都筑区に比べても少ない一方で、大型小売店は多数ある。

### 本社を置く主な企業
- ブルックス（美しが丘）
- アキュフェーズ（新石川、本社・工場[7]）
- クリエイトSDホールディングス（荏田西、本社 創業の地は桜台[8]）
- 劇団四季（あざみ野、本社・四季芸術センター[9][10]）
- タウンニュース社（荏田西、本社[11]）
- ビック・ライズ（荏田北、本社[12]）
- 古河電工パワーシステムズ（あざみ野南、本社・営業部・開発営業部・海外事業推進部[13]）
- 緑山スタジオ・シティ（緑山、本社・緑山スタジオ[14]）
- あおばタイムズ　(すすき野、本社[15])

### その他事業所
- 三菱ケミカル横浜研究所(鴨志田町[16])

## 住宅

### 大規模マンション
- ドレッセ美しが丘ヒルズ
- ドレッセ美しが丘二丁目ガーデン
- ドレッセWISEたまプラーザ
- ドレッセ美しの森フロラージュ
- ドレッセ青葉台
- ドレッセあざみ野コリーナコート
- ドレッセあざみ野エスタフレンテ
- ドレッセあざみ野ガーデンズ
- ドレッセたまプラーザテラス
- ドレッセ青葉台プレエスタ
- ドレッセ藤が丘
- たまプラーザ美しが丘ハイム
- フォンテーヌブロー青葉台
- ファミールあざみ野スカーレットヒルズ
- ザ・パークハウスあざみ野一丁目
- ブランズシティあざみ野
- ルネたまプラーザ
- 青葉台コートテラス
- イディオスあざみ野
- 美しが丘ルピナス
- ヒルハイツたまプラーザソルヴィル
- グランディスタ青葉台
- ダイアパレスあざみ野
- ブランズ市が尾ヒルトップ
- ドルフ青葉台
- 江田ビレジ
- 市ヶ尾プラーザビル
- ブランズ市が尾ガーデン
- ローブルたまプラーザ
- グリーンヒル鴨志田東
- ザ・パークハウス市が尾
- クレッセント美しが丘レジデンス
- アルスあざみ野
- コスモ青葉台シェル・ヴェール
- ザ・パークハウス市ヶ尾
- ドエルアルスあざみ野
- ソルジェガーデンパークレジデンス
- 美しが丘ハイム
- ダイアパレスあざみ野
- ビアス市が尾
- フレスコート青葉の丘
- サムティレジデンス青葉台

### 団地
- UR たまプラーザ団地（美しが丘）
- UR 田園青葉台住宅（青葉台）
- UR 青葉台（青葉台駅前）
- UR グリーンヒル鴨志田東・中央・西（鴨志田町）
- UR 奈良北団地（奈良町）、1969年
- UR あおば山の手台ヴェルディール奈良（奈良）
- UR あざみ野団地
- UR すすき野団地
- UR すすき野第二団地、
- UR すすき野第三団地、1982年
- 市営住宅　鴨志田
- 市営住宅　ソレーユ荏子田
- 市営住宅　山内
- メイプルヒル藤が丘（千草台30番地15  県営借上公共賃貸住宅）
- エトワール青葉（さつきが丘9番地3  県営借上公共賃貸住宅）
- シエルブルー藤が丘（みたけ台46番地13  県営借上公共賃貸住宅）
- 桜台団地

## 教育

### 大学
- 國學院大學 たまプラーザキャンパス
- 玉川大学（東京都町田市）の一部敷地が区内
- 桐蔭横浜大学
- 日本体育大学 横浜健志台キャンパス
- 横浜美術大学
- 星槎大学横浜事務局

### 高等学校
- 神奈川県立市ヶ尾高等学校
- 神奈川県立田奈高等学校
- 神奈川県立元石川高等学校
- クラーク記念国際高等学校 横浜青葉キャンパス
- 桐蔭学園高等学校

### 中学校
- 横浜市立青葉台中学校
- 横浜市立あかね台中学校
- 横浜市立あざみ野中学校
- 横浜市立市ヶ尾中学校
- 横浜市立美しが丘中学校
- 横浜市立鴨志田中学校
- 横浜市立すすき野中学校
- 横浜市立奈良中学校
- 横浜市立みたけ台中学校
- 横浜市立緑が丘中学校
- 横浜市立もえぎ野中学校
- 横浜市立山内中学校
- 横浜市立谷本中学校

### 中等教育学校
- 桐蔭学園中等教育学校

### 小学校
- 横浜市立青葉台小学校
- 横浜市立あざみ野第一小学校
- 横浜市立あざみ野第二小学校
- 横浜市立市ヶ尾小学校
- 横浜市立美しが丘小学校
- 横浜市立美しが丘東小学校
- 横浜市立美しが丘西小学校
- 横浜市立荏子田小学校
- 横浜市立荏田西小学校
- 横浜市立榎が丘小学校
- 横浜市立恩田小学校
- 横浜市立桂小学校
- 横浜市立鴨志田第一小学校
- 横浜市立鴨志田緑小学校
- 横浜市立鉄小学校
- 横浜市立黒須田小学校
- 横浜市立嶮山小学校
- 横浜市立さつきが丘小学校
- 横浜市立新石川小学校
- 横浜市立すすき野小学校
- 横浜市立田奈小学校
- 横浜市立奈良小学校
- 横浜市立つつじが丘小学校
- 横浜市立奈良の丘小学校
- 横浜市立東市ヶ尾小学校
- 横浜市立藤が丘小学校
- 横浜市立みたけ台小学校
- 横浜市立もえぎ野小学校
- 横浜市立元石川小学校
- 横浜市立山内小学校
- 横浜市立谷本小学校
- 慶應義塾横浜初等部
- 桐蔭学園小学校

## 交通

### 鉄道
中心となる駅は、便宜上は区名が入り、他路線と接続しない東急電鉄の駅として最も乗降客数の多い青葉台駅となるが、横浜市営地下鉄ブルーラインが接続するあざみ野駅はより乗降客数が多く、たまプラーザ駅も再開発が進んだ急行停車駅のため、人口は青葉台・あざみ野・たまプラーザの3駅に散らばっており、ベッドタウンとして人気が高い。また、区役所などの行政としての中心駅は市が尾駅である。
東急電鉄
 田園都市線
- - たまプラーザ駅 - あざみ野駅 - 江田駅 - 市が尾駅 - 藤が丘駅 - 青葉台駅 - 田奈駅 -

 こどもの国線
- - 恩田駅 - こどもの国駅

横浜市営地下鉄
 ブルーライン
- - あざみ野駅

### 路線バス
- 東急バス
  - 青葉台営業所
- 小田急バス
- 神奈川中央交通
- 横浜市交通局（横浜市営バス）
- 川崎市交通局（鷲ヶ峰営業所）

### 高速路線バス
- 江田バスストップ

### 道路
高速自動車国道
- 東名高速道路：横浜青葉IC

都市高速道路
- 首都高速神奈川7号横浜北西線：横浜青葉JCT - 横浜青葉出入口

一般国道
- 国道246号

主要地方道
- 神奈川県道12号横浜上麻生線
- 神奈川県道13号横浜生田線
- 環状4号線（幹線市道）

一般県道
- 神奈川県道102号荏田綱島線/都市計画道路日吉元石川線
- 神奈川県道139号真光寺長津田線
- 神奈川県道140号川崎町田線

### 主な商業施設
スーパーマーケット・ショッピングセンター ・ディスカウントストア
- たまプラーザテラス
  - 東急百貨店たまプラーザ店
- 青葉台東急スクエア
  - 青葉台 東急フードショー
- あざみ野ガーデンズ (エース北野、ユニディなど)
- イトーヨーカドーたまプラーザ店
- 西友市ヶ尾店
- 東急ストア
  - すすき野とうきゅう
    - あざみ野東急ストア
    - 市ヶ尾東急ストア
    - 江田東急ストア
    - たちばな台東急ストア
    - 田奈東急ストア
    - 藤が丘東急ストア
    - たまプラーザテラス東急ストア
- グルメシティ
  - 横浜藤が丘店
- 三和
  - 奈良北店
  - 子供の国店
  - 鴨志田店
  - フードワン田奈店
- 成城石井
  - 青葉台店
  - 市ヶ尾店
  - 美しが丘店
- 食品館あおば
  - 美しが丘店
  - 藤ヶ丘店
  - 荏田北店
- 富士ガーデン
  - あざみ野店
  - 青葉台東急スクエア店
- ユーコープ
  - ハーモス荏田店
  - 桜台店
  - たまプラーザ店 - 2023年1月31日閉店[17]
- 明治屋
  - 青葉台ストアー
- MEGAドン・キホーテ
  - 横浜青葉台店

ホームセンター
- ビバホーム
  - 横浜青葉店（2018年3月18日閉店）
- 島忠
  - ホームズ荏田店
- ユニディ
  - ユニディあざみ野ガーデンズ

## 名所・旧跡・観光スポット・祭事・催事
- 寺家ふるさと村
青葉区寺家町。水田と雑木林が織りなす景観で、季節によっては横浜市内では、数少ないホタルを見られる地域 。東急田園都市線青葉台駅からバスで青30・寺家町循環行きに乗り「寺家ふるさと村」下車、または東急バス（青葉台駅～鴨志田団地・寺家町循環）の青31・鴨志田団地（鴨志田町）で下車徒歩2分。
- こどもの国
東急こどもの国線で終点「こどもの国」下車徒歩3分、または小田急線鶴川駅や東急田園都市線青葉台駅から奈良北団地方面行きバスで「こどもの国」下車
- 佐藤春夫旧居跡（鉄町）
『田園の憂鬱』を執筆。
- 満願寺
東急田園都市線たまプラーザ駅からバスでた63・あざみ野駅行きに乗り「満願寺」下車、またはた62、た61・嶮山循環行きに乗り「満願寺」下車
- TBS緑山スタジオ
東急田園都市線青葉台駅から東急バス緑山循環線、または小田急線鶴川駅からこどもの国方面行きバスに乗り「緑山スタジオ」で下車
- 荏子田横穴
東急田園都市線あざみ野駅下車徒歩25分。荏子田朝日公園に所在。
- 稲荷前古墳群
東急田園都市線市が尾駅から市営・東急・小田急バス「水道局青葉営業所前」下車徒歩3分。駐車場あり。
- 市ヶ尾横穴古墳群
東急田園都市線市が尾駅下車徒歩10分、市ヶ尾小学校横の市ヶ尾遺跡公園に所在。
- 赤田2号墳
東急田園都市線江田駅下車徒歩7分、赤田西公園に所在。かつてあざみ野南（旧緑区赤田）にあった赤田古墳群の2号古墳レプリカ。
- 朝光寺原遺跡・朝光寺原古墳群
遺跡自体は完全消滅しており、東急田園都市線市が尾駅下車徒歩8分の「市ケ尾町公園」に説明看板だけが立つ。ただし出土品は横浜市歴史博物館（都筑区）に展示。
- 東急多摩田園都市まちづくり館
東急田園都市線田奈駅前。多摩田園都市の開発の歴史を模型、写真、映像で展示している。入館料無料。
- 玉川大学教育博物館
小田急線玉川学園前駅下車　駅南口より徒歩15分。開館は平日のみ、入館料無料。

## 放送

### コミュニティ放送局
横浜コミュニティ放送（FMサルース）　後者ケーブルテレビ局の完全子会社。

### ケーブルテレビ
区の大部分がイッツ・コミュニケーションズ（本社・東京都世田谷区）のサービスエリアである。

## 出身有名人
- 辻井伸行（ピアニスト）
- 森内俊之（将棋棋士）
- 高見泰地（将棋棋士）
- 森岡隆三（元サッカー選手、サッカー指導者）
- 中田宏（第28、29代横浜市長）
- 初代引田天功（マジシャン、催眠術師）
- 斎藤司（お笑い芸人、トレンディエンジェル）
- 高木晋哉（お笑い芸人、ジョイマン）
- 池谷和志（お笑い芸人、ジョイマン）
- 秦基博（歌手）
- 大貫晋一（プロ野球選手、横浜DeNAベイスターズ）
- 加藤明子（朝日放送テレビアナウンサー）
- 黒木千晶（読売テレビアナウンサー）
- 板倉滉 (サッカー選手、シャルケ04)
- PORIN（ミュージシャン、Awesome City Club）
- 林勇輝（俳優）

- 松井裕樹 （プロ野球選手）